# Aphelenchoides ritzemabosi
Aphelenchoides ritzemabosi är en rundmaskart. Aphelenchoides ritzemabosi ingår i släktet Aphelenchoides, och familjen Aphelenchoididae. Arten är reproducerande i Sverige.